# Douglas Galante
Douglas Galante é pesquisador de astrobiologia do Laboratório Nacional de Luz Síncrotron e associado ao Núcleo de Pesquisa em Astrobiologia da USP, doutor em astronomia na USP.
Seu trabalho em astrobiologia usa abordagens teóricas, experimentais e de pesquisa em campo para melhor compreender a interação entre os sistemas biológicos e os eventos planetários e astrofísicos. Desenvolveu uma das primeiras teses em astrobiologia no país em 2009, e, deste então, vem se dedicando a fomentar o desenvolvimento dessa área de pesquisa. Em 2011 foi co-fundador do Núcleo de Pesquisa em Astrobiologia da USP atualmente parceiro internacional do Nasa Astrobiology Institute. e da European Astrobiology Association Network Co-editou um livro sobre o tema, gratuitamente disponível online. É palestrante e procura difundir as questões relacionadas à astrobiologia, com diversos vídeos disponíveis pela internet, entendendo que a nossa busca por entender a origem e distribuição da vida no Universo é uma das maiores questões que a humanidade já se fez, e que ela pode ser abordada cientificamente.
Ele é o cientista-chefe de Garatéa-L, a missão pretende enviar um satélite de pequenas proporções à órbita lunar em 2020. Galante também fez parte da equipe de pesquisa que estudou de forma teórica a bactéria Candidatus Desulforudis Audaxvia, descoberta em uma mina de ouro em Joanesburgo, África do Sul, sobrevivendo a uma profundidade de 2,8 km, sem qualquer luz solar. Seu trabalho mostrou que esse ambiente poderia ser usado como análogo à lua de Júpiter chamada Europa, e que a bactéria poderia ser um protótipo de vida extraterrestre. É um dos primeiros pesquisadores patrocinados pelos Instituto Serrapilheira, com um projeto de pesquisa sobre a habitabilidade do planeta Marte, baseado no estudo de ambientes extremos terrestres.
Atualmente é um dos pesquisadores desenvolvendo o novo acelerador síncrotron do país, o Sirius, um dos mais avançados laboratórios de pesquisa do mundo. É líder do Grupo Carnaúba, um potente microscópio de raios X capaz de enxergar os materiais em escala nanométrica. O uso da radiação síncrotron tem o potencial de nos auxiliar na compreensão da história da vida no planeta, desde os primeiros fósseis até a possibilidade de vida na superfície de Marte.
Em entrevista para o Jornal da USP em 2023, Galante sugere o uso de robôs com Inteligência Artificial avançada para a busca por sinais de vida em outros planetas. Esses robôs poderiam explorar autonomamente, decidindo suas ações, coletas e medições. Isso aponta para um futuro onde as IA certamente serão fundamentais na exploração espacial.